# 松詠人
松 詠人（まつ えいと、2000年4月10日 - ）は、日本の俳優、タレント。金花（きんばな）の名義でYouTubeのゲーム実況者としても活動している。
福岡県出身。

## 来歴
映画『怒り』に感銘を受けて俳優を志した。
2014年にエーチームグループに所属し芸能界入り。翌年、自ら事務所を退所し現在、芸名も松藤剛人から松詠人に変えた。2018年に研音へ所属する。福岡県で俳優活動を始めたが、活動を広げる目的で上京した。
オンラインゲームを初めてプレイした際、「金銀花」というネームを使おうとしたところ「銀」が文字化けしたため、以後「金花」のネームをゲームでは使用する。プレーした動画をYoutubeにアップするようになり、特に「荒野行動」の実況では「公認実況者」に認定される。「荒野行動」の実況と同時期にTwitterも開始し、2019年時点でフォロワーが10万人を超えた。
2019年のインタビューでは、俳優とYouTubeのどちらを選ぶかと問われればYouTubeだと答えている。

## 出演

### 映画
- 帝一の國（2017年4月28日） - 生徒 役
- 君の膵臓をたべたい （2017年7月28日）-  生徒 役
- 野球部員、演劇の舞台に立つ!（2018年2月24日） -  マツ 役
- かみいさん!（2018年10月21日） - 一誠  役
- ある殺人、落葉のころに（2021年2月20日）

### テレビ
- BSフジ 荒野行動女子部（2019年6月17日）

### テレビドラマ
- 三匹のおっさん3（2017年、テレビ東京) - 親戚 役